# Kolačno
Kolačno (prononciation slovaque : [ˈkɔlat͡ʃnɔ], hongrois : Kalacsna [ˈkɒlɒt͡ʃnɒ]) est un village de Slovaquie situé dans la région de Trenčín.

## Histoire
La première mention écrite du village date de 1293.

## Géographie
Kolačno se situe à 6 km au sud-est de Partizánske, à l’extrémité nord des monts Tribeč.
| Malé Uherce |         | Veľké Uherce |
| Brodzany    | Kolačno |              |
|             |         | Veľký Klíž   |

## Démographie

### Évolution de la population
| Année:               | 1994. | 2004.   | 2014.   | 2024.   |
| -------------------- | ----- | ------- | ------- | ------- |
| Nombre de personnes: | 921   | 887     | 878     | 899     |
| Différence:          |       | -3,69 % | -1,01 % | +2,39 % |

| Année:               | 2023. | 2024.   |
| -------------------- | ----- | ------- |
| Nombre de personnes: | 892   | 899     |
| Différence:          |       | +0,78 % |